# Anahita
Anahita var frugtbarhedens og vandets gudinde i iransk mytologi. Figurens udvikling kan spores mere end 3000 år tilbage og et temple af hende findes i dag i Bisotun i Kermanshahprovinsen i Iran. Hun blev tilbedt af kappadokiere, armeniere, persere og medere. Af romerne og grækerne blev hun sammenlignet med Venus (Afrodite).